# Fórmula de càlcul per a la variància
En teoria de la probabilitat i estadística l'expressió fórmula de càlcul per a la variància  Var (X) d'una variable aleatòria  X  és la fórmula
{\displaystyle \operatorname {Var} (X)=\operatorname {E} (X^{2})-[\operatorname {E} (X)]^{2}\,}

on E (X ) és el valor esperat de X.
La identitat d'una estreta relació es pot utilitzar per calcular la variància de la mostra, que s'utilitza sovint com una estimació sense biaix de la variància de població:
{\displaystyle {\hat {\sigma }}^{2}\equiv {\frac {1}{N-1}}\sum _{i=1}^{N}(x_{i}-{\bar {x}})^{2}={\frac {N}{N-1}}\left({\frac {1}{N}}(\sum _{i=1}^{N}x_{i}^{2})-{\bar {x}}^{2}\right)}
Aquests resultats són d'ús freqüent en la pràctica per al càlcul de la variància, quan no és adequat centrar una variable aleatòria, restant el seu valor esperat o per a centrar un conjunt de dades restant la mitjana de la mostra.

## Prova
La fórmula de càlcul per a la variància de la població segueix d'una forma directa la linealitat dels valors esperats i la definició de variància:
{\displaystyle {\begin{array}{ccl}\operatorname {Var} (X)&=&\operatorname {E} \left[(X-\operatorname {E} (X))^{2}\right]\\&=&\operatorname {E} \left[X^{2}-2X\operatorname {E} (X)+[\operatorname {E} (X)]^{2}\right]\\&=&\operatorname {E} (X^{2})-\operatorname {E} [2X\operatorname {E} (X)]+[\operatorname {E} (X)]^{2}\\&=&\operatorname {E} (X^{2})-2\operatorname {E} (X)\operatorname {E} (X)+[\operatorname {E} (X)]^{2}\\&=&\operatorname {E} (X^{2})-2[\operatorname {E} (X)]^{2}+[\operatorname {E} (X)]^{2}\\&=&\operatorname {E} (X^{2})-[\operatorname {E} (X)]^{2}\end{array}}}

## Generalització de la covariància
Aquesta fórmula es pot generalitzar per a la covariància, amb dues variables aleatòries X  i  i X  j :
{\displaystyle \operatorname {Cov} (X_{i},X_{j})=\operatorname {E} (X_{i}X_{j})-\operatorname {E} (X_{i})\operatorname {E} (X_{j})}
així com per la matriu de covariància, de dimensió n  per m , d'un vector aleatori de longitud  n :
{\displaystyle \operatorname {Var} (\mathbf {X} )=\operatorname {E} (\mathbf {XX^{\top }} )-\operatorname {E} (\mathbf {X} )\operatorname {E} (\mathbf {X} )^{\top }}
i per a la matriu de covariància creuada de dimensió n  per m , entre  2 vectors aleatoris de longitud  n  i  m :
{\displaystyle \operatorname {Cov} ({\textbf {X}},{\textbf {Y}})=\operatorname {E} (\mathbf {XY^{\top }} )-\operatorname {E} (\mathbf {X} )\operatorname {E} (\mathbf {Y} )^{\top }}
on les expectatives són preses respecte als elements i 
{\displaystyle \mathbf {X} =\{X_{1},X_{2},\ldots ,X_{n}\}} and {\displaystyle \mathbf {Y} =\{Y_{1},Y_{2},\ldots ,Y_{m}\}} són vectors aleatoris de longituds respectives  n  i  m .

## Aplicacions
Les seves aplicacions en la geometria sistòlica inclouen la desigualtat del tor de Loewner